# العلم في القرن 20
شهد القرن العشرين تطورًا هائلاً في العلوم الفيزيائية والحياتية والإنسانية، مستفيدةً من التقدم المحرز في القرن التاسع عشر.
أدى تطور نظريات ما بعد نيوتن في الفيزياء، مثل النسبية الخاصة والنسبية العامة وميكانيكا الكم، إلى تطوير الأسلحة النووية. كما أدت النماذج الجديدة لبنية الذرة إلى تطورات في نظريات الكيمياء، وتطوير مواد جديدة مثل النايلون واللدائن. وأدى التقدم في علم الأحياء إلى زيادات كبيرة في إنتاج الغذاء، بالإضافة إلى القضاء على أمراض مثل شلل الأطفال.
وشهد القرن العشرين تطورًا هائلاً في التقنيات الجديدة، حيث طُوّرت تقنيات مثل الكهرباء، والمصباح الكهربائي المتوهج، والسيارة، والفونوغراف، التي طُوّرت لأول مرة في نهاية القرن التاسع عشر، وتم تطويرها عالميًا. أُجريت أول رحلة جوية عام 1903، وبحلول نهاية القرن، طارت طائرات كبيرة مثل بوينغ 777 وإيرباص إيه 330 آلاف الأميال في غضون ساعات. وأحدث تطور التلفزيون والحواسيب تغييرات هائلة في نشر المعلومات.